# Physalaemus biligonigerus
Espèce
Synonymes
- Liuperus biligonigerus Cope, 1861 "1860"
- Eupemphix fuscomaculatus Steindachner, 1864
- Pleurodema fuscomaculatum (Steindachner, 1864)
- Hiobates fuscus Steindachner, 1867

Statut de conservation UICN

 LC  : Préoccupation mineure
Physalaemus biligonigerus est une espèce d'amphibiens de la famille des Leptodactylidae.

## Répartition
Cette espèce se rencontre jusqu'à 1 400 m d'altitude, :
- en Argentine dans les provinces de Buenos Aires, de Catamarca, de Córdoba, du Chaco, de Corrientes, d'Entre Ríos, de Formosa, de Jujuy, de La Pampa, de Salta, de Santiago del Estero, de Santa Fe et de Tucumán ;
- en Bolivie ;
- au Paraguay ;
- en Uruguay dans les départements d'Artigas, de Cerro Largo, de Paysandú, de Rivera, de Río Negro, de Rocha, de Salto, de Soriano, de Tacuarembó, de Treinta y Tres ;
- dans le Sud et le centre du Brésil.

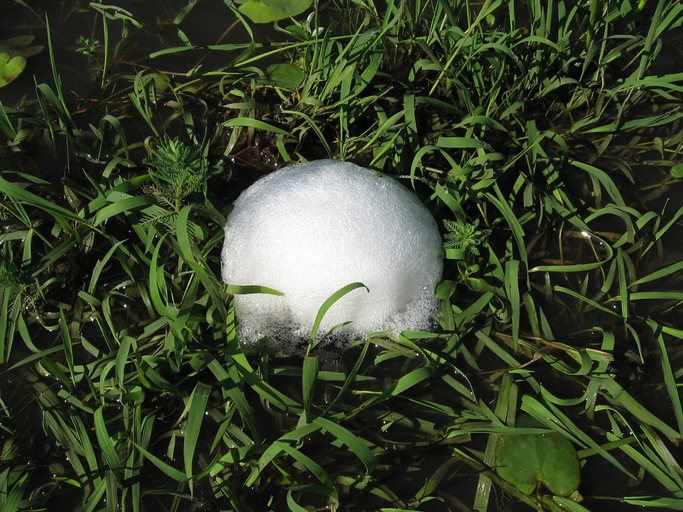
Physalaemus biligonigerus

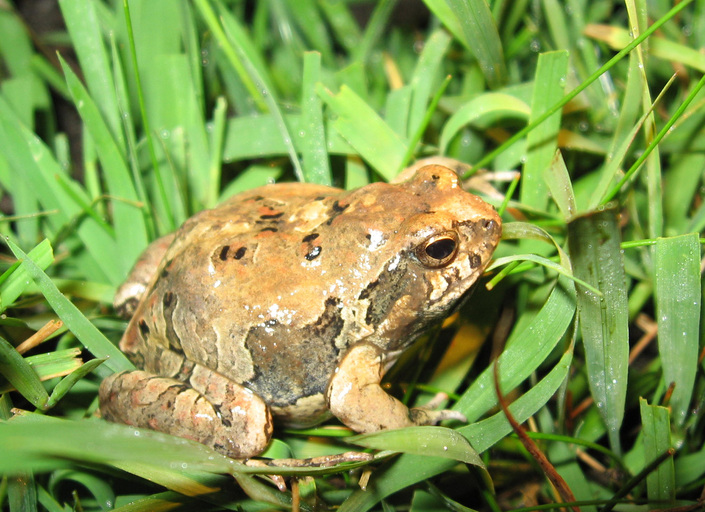
Physalaemus biligonigerus

## Publication originale
- Cope, 1861 "1860" : Description of new species of the Reptilian genera Hyperolius, Liuperus and Tropidodipsas. Proceedings of the Academy of Natural Sciences of Philadelphia, vol. 12, p. 517-518 (texte intégral).